# Vanillasex
Vanillasex (von englisch vanilla „Vanille“, im übertragenen Sinne: „einfach, ohne Extras“) ist eine Bezeichnung, die vor allem in BDSM-Kreisen und der LGBT-Szene für sexuelle Spielarten verwendet wird, die keinerlei sadomasochistische oder fetischorientierte Elemente enthalten (unabhängig ob hetero- oder homosexuell).

## Bedeutung
Anhänger des BDSM bezeichnen damit „Nicht-BDSM-Sex“. Vanillasex bezieht sich auf plain vanilla („nur Vanille“) – in den USA abgeleitet von der beliebtesten Speiseeis-Sorte „Vanille“, die als einfachster purer Geschmack angesehen wird – und bedeutet etwas Gewöhnliches ohne Extras. Der Ausdruck wird in manchen Zusammenhängen auch abwertend verwendet im Sinne von „langweilig, nur normal“. Die Bezeichnung Vanillasex wurde durch länderübergreifende Kontakte innerhalb der Subkultur in anderssprachige Regionen verbreitet und bekam langsam die Bedeutung „konventioneller Sex ohne Experimente“. In heterosexuellen Kreisen wird mit Vanillasex, kurz vanilla oder deutsch „vanillig“, die (langweilige) Missionarsstellung bezeichnet.
Von Vanillasex unterscheidet sich Blümchensex (im deutschsprachigen Raum), der zwar auch bewusst Extras und Experimente vermeidet, aber mehr auf Zärtlichkeit und Kuscheln angelegt ist, teils ohne Geschlechtsverkehr.
Zu den Vorlieben „im Bett“ ermittelte Anfang 2020 eine GfK-Befragung von 1000 Mitgliedern des Dating-Portals LoveScout24, dass 30 % der Frauen und 37 % der Männer „eher zärtlichen Sex“ wünschten, während 14 % der Frauen und 11 % der Männer „eher härteren Sex“ mochten. Insgesamt 8 % aller Befragten bevorzugten Bondage und 5 % Sadomasochismus.

## Wortherkunft
Die übertragene allgemeine Bedeutung von vanilla hatte das Oxford English Dictionary schon in den 1970er-Jahren in seinen Wortschatz aufgenommen als „einfach, grundlegend, konventionell […] ohne interessanten oder unüblichen Zusatz; sicher, abenteuerunlustig“ (plain, basic, conventional … having no interesting or unusual feature; safe, unadventurous). 1997 wurde ergänzt: „ursprünglich verwendet bezüglich sexueller Aktivitäten, besonders als Vanillasex“ (used orig. with reference to sexual activity, esp. in vanilla sex). Beispiele nannten Textstellen vor allem aus den 1970ern, die vanilla als unterscheidende Abgrenzung zu BDSM-Anhängern in der Schwulen- und Lesben-Szene verwenden. In der 2020er-Version steht als Beispielsatz: „In meiner letzten Beziehung […] gab es immer Vanillasex“ (My most recent relationship … was all vanilla sex).